# ウェストミンスター・チャペル

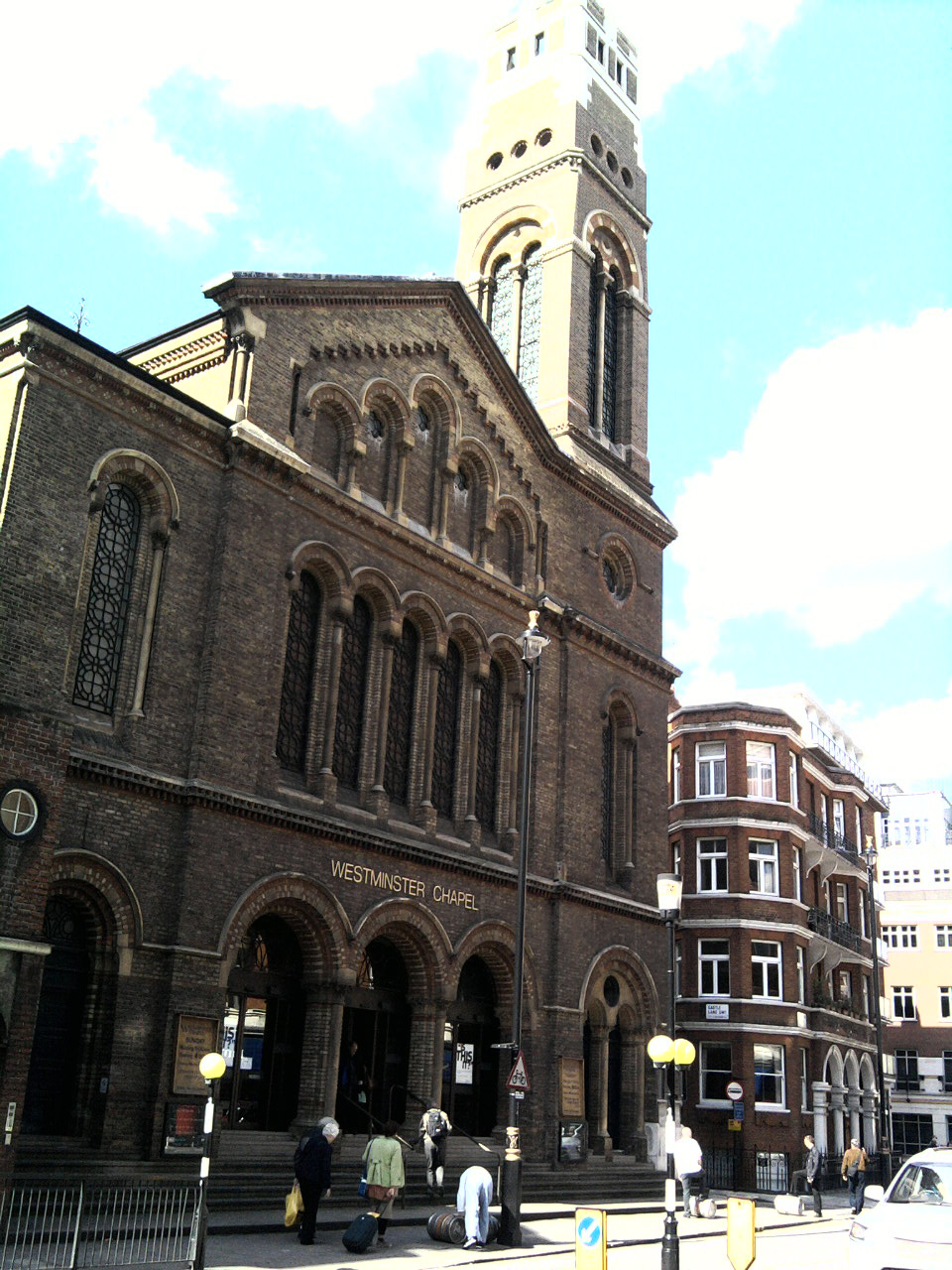
Westminster Chapel

ウェストミンスター・チャペル（Westminster Chapel）は、1840年からロンドンに所在する福音主義教会である。バッキンガム宮殿から200ヤード（183m）のところに位置する。教会は長い間、福音派クリスチャンの交わりの場であった。現在の教会堂は1865年に開かれ、約1500人が入る。ここは会衆派教会として創立され、1839年から1968年までマーティン・ロイドジョンズが牧会伝道した。ロイドジョンズの牧会時代に会衆派ユニオンを離れて、独立福音教会フェローシップのメンバーとなった。
ロイドジョンズの後任の牧師は聖霊派の出身者である。

## 起源
チャペルのウェブサイトによる:
「1840年当時、ウェストミンスター・チャペルが現在建つ地域は未開発地域だった。その時から比べるとかなり発展した。また、この地域の歴史的建造物、バッキンガム宮殿やウェストミンスター教会に、多くの旅行者が訪れる。」

## ミニストリー
教会の信仰は福音主義である。礼拝はワーシップの時を持ち、預言とサーモンを含み、聖書的な説教がある。
ウェストミンスター・チャペルはロンドンと連合王国、国家への預言的な声であろうとする。教会は「ミッション・ビジョン」と題する小冊子を出した。そこでは教会が聖霊に導かれ、預言的でさらに宣教に励むと述べられている。

## 牧師
- (1842-1878) Rev'd Samuel Martin BA (helped by Mr Simon for the last two years of his pastorate)
- (1876-1887) Rev'd Henry Simon
- (1887-1894) 無牧時代
- (1894-1895) Rev'd W Evans Hurndall MA
- (1896-1902) Rev'd Richard Westrope
- (1902-1904) 無牧時代
- (1904-1917) Rev'd Dr G Campbell Morgan DD （キャンベル・モルガン）
- (1904-1907) Rev'd Albert Swift (co-pastor with Dr Campbell Morgan)
- (1918-1922) Rev'd Dr J H Jowett CH MA DD
- (1923-1925) Rev Dr John Hutton MA DD
- (1926-1927) 無牧時代
- (1928-1933) Rev'd Dr Hubert Simpson MA DD
- (1933-1943) Rev'd Dr G Campbell Morgan DD (Associate Minister for one year with Dr Simpson)
- (1939-1968) Rev'd Dr D Martyn Lloyd-Jones MD MRCP （マーティン・ロイドジョンズ）(Associate Minister with Dr Morgan until August 1943)
- (1969-1974) Rev'd J Glyn Owen BA BD DD
- (1974-1976) 無牧時代
- (1977-2002) Rev'd Dr R T Kendall AB MA MDiv D Phil (Oxon)
- (2002- ) Rev'd Greg Haslam